# دازكان (تشكدان)
دازکان (بالفارسية: دازکان) هي قرية تقع في إيران في قسم تشکدان الريفي. يقدر عدد سكانها بـ 39 نسمة بحسب إحصاء 2016.